# Ȧ
Ȧ (minúscula : ȧ) es una letra adicional del alfabeto latino, derivada de la letra A con la adición de un punto encima de la letra. Ocasionalmente se usa como símbolo fonético de una vocal central baja, /ä/. Como carácter en un archivo de computadora, se puede representar en la codificación de caracteres Unicode, pero no en la codificación de caracteres ASCII estándar.

## Unicode
En Unicode, la mayúscula Ȧ está codificada en U+0226 y la minúscula ȧ está codificada en U+0227.
| Carácter      | Ȧ                                     | Ȧ                                     | ȧ                                   | ȧ                                   |
| ------------- | ------------------------------------- | ------------------------------------- | ----------------------------------- | ----------------------------------- |
| Unicode       | LATIN CAPITAL LETTER A WITH DOT ABOVE | LATIN CAPITAL LETTER A WITH DOT ABOVE | LATIN SMALL LETTER A WITH DOT ABOVE | LATIN SMALL LETTER A WITH DOT ABOVE |
| Codificación  | decimal                               | hex                                   | decimal                             | hex                                 |
| Unicode       | 550                                   | U+0226                                | 551                                 | U+0227                              |
| UTF-8         | 200 166                               | C8 A6                                 | 200 167                             | C8 A7                               |
| Ref. numérica | &#550;                                | &#x226;                               | &#551;                              | &#x227;                             |